# Governação Inteligente para o Século XXI
Intelligent Governance for the 21st Century: A Middle Way between West and East (em Portugal, Governação inteligente para o século XXI: Uma via intermédia entre Ocidente e Oriente; no Brasil, Governança inteligente para o século XXI: Uma via intermediária entre o Ocidente e o Oriente) é um livro publicado em 2012 pelo investidor e filantropo Nicolas Berggruen e pelo editor e escritor Nathan Gardels.
O livro defende que as democracias ocidentais devem enfrentar os problemas decorrentes do populismo e suas limitações, enquanto que as nações autoritárias do Oriente, em especial a China, têm o desafio de fortalecer os seus sistemas meritocráticos, embora autoritários, com os elementos de legitimidade popular que caracterizam os sistemas governamentais do Ocidente.

## Conteúdo
Capítulo 1: «A globalização 2.0 e os desafios da boa governação» compara as perspectivas geopolíticas e geoculturais do Oriente e Ocidente perante a transição em curso, ou seja, de uma globalização dirigida pelos Estados Unidos a uma interdependência de identidades plurais.
Capítulo 2: «Democracia do consumidor nos EUA versus mandarinato moderno na China» analisa as vantagens e desvantagens de ambos os sistemas.
Capítulo 3: «Constitucionalismo democrático liberal e meritocracia: Possibilidades híbridas» examina os debates acerca das virtudes da meritocracia política em confronto com a democracia eleitoral, no que às boas formas de governação diz respeito. Em particular, reflecte acerca da afinidade dos pensadores clássicos e esclarecidos do Ocidente com os preceitos confucianos.
Capítulo 4: «Os novos desafios da governação: redes sociais, megacidades e dispersão global da capacidade produtiva» relança os antigos debates sobre a governação no contexto dos desafios e das oportunidades mais recentes do século XXI, algo com que todos os sistemas de governação se vêem confrontados.
Capítulo 5: «Governação inteligente: Fundamentos e modelo» é um exercício de imaginação política que propõe o esboço institucional para uma via intermédia entre Ocidente e Oriente.
Capítulo 6: «Reiniciando a democracia disfuncional da Califórnia» descreve o trabalho do Instituto Nicolas Berggruen, empenhado em encontrar outras formas de o estado americano da Califórnia repensar o seu governo, com o intuito de escapar à paralisia da política partidarista e à debilidade fiscal crónica.
Capítulo 7: «O G-20: Governação global, das cimeiras internacionais às redes subnacionais» revela os esforços do Instituto Nicolas Berggruen para fazer cumprir as  normas do G-20.
Capítulo 8: «Europa: União política e défice democrático» descreve como o Instituto Nicolas Berggruen tem trabalhado no sentido de uma maior unidade política e fiscal da União Europeia.
Como conclusão deste livro, «A sobrevivência dos mais sábios» argumenta que a sabedoria e o planeamento a longo prazo, aliados à legitimidade democrática, é a combinação política adequada para atingir o êxito num mundo globalizado.